# Stor-Grasan
Stor-Grasan är en sjö i Vilhelmina kommun i Lappland och ingår i Ångermanälvens huvudavrinningsområde. Sjön har en area på 2,91 kvadratkilometer och ligger 759,1 meter över havet. Stor-Grasan ligger i Vardo- Laster- och Fjällfjällen Natura 2000-område. Sjön avvattnas av vattendraget Grasanbäcken.

## Delavrinningsområde
Stor-Grasan ingår i det delavrinningsområde (723307-145469) som SMHI kallar för Utloppet av Stor-Grasan. Medelhöjden är 837 meter över havet och ytan är 17,71 kvadratkilometer. Räknas de 4 avrinningsområdena uppströms in blir den ackumulerade arean 37,59 kvadratkilometer. Grasanbäcken som avvattnar avrinningsområdet har biflödesordning 2, vilket innebär att vattnet flödar genom totalt 2 vattendrag innan det når havet efter 403 kilometer. Avrinningsområdet består mestadels av skog (36 procent) och kalfjäll (47 procent). Avrinningsområdet har 3,02 kvadratkilometer vattenytor vilket ger det en sjöprocent på 17,1 procent.